# Ioan al V-lea de Neapole
Ioan al V-lea de Neapole (d. 1042 sau 1053) a fost fiul și succesorul lui Sergiu al IV-lea ca duce de Neapole de la anul 1034 până la moarte.
În anul 1034, principele Pandulf al IV-lea de Capua a instigat o răscoală în Sorrento, pe care apoi l-a anexat la Capua. În același an, sora lui Sergiu al IV-lea a murit, iar soțul ei, normandul Rainulf Drengot a trecut din nou sub ascultarea lui Pandulf. Slab de spirit, Sergiu s-a retras la o mănăstire in insula maris, unde în prezent se află Castello del'Ovo din Napoli. Sergiu a fost succedat de fiul său Ioan al V-lea, care s-a aliat imediat cu principele Guaimar al IV-lea de Salerno, un alt dușman al lui Pandulf. Ioan a fost trimis de către Guaimar la Constantinopol pentru a solicita sprijinul împăratului bizantin Mihail al IV-lea. Pe perioada absenței sale, Sergiu a revenit pentru o scurtă perioadă, pentru a activa ca regent. În cele din urmă, împăratul bizantin a ignorat rugămintea ducelui Ioan.
Ioan a prestat omagiu lui Guaimar și i-a rămas fidel pe toată durata domniei sale. În 1038, el a întemeiat o biserică la Napoli dedicată Sfântului Simeon, însă locația acesteia rămâne neclară.